# Pulau Pandan (Limun)
Pulau Pandan is een bestuurslaag in het regentschap Sarolangun van de provincie Jambi, Indonesië. Pulau Pandan telt 1550 inwoners (volkstelling 2010).